# Workingman's Dead
Workingman's Dead é o quarto álbum de estúdio da Grateful Dead. Foi gravado em fevereiro de 1970 e lançado originalmente em 14 de junho de 1970. O álbum e seu acompanhamento de estúdio, American Beauty, foram gravados lado a lado usando um estilo semelhante, evitando a experimentação psicodélica de álbuns anteriores em favor da música norte-americana de Jerry Garcia e Robert Hunter.
Em 2003, o álbum foi classificado em 262 na lista dos 500 Maiores Álbuns de Todos os Tempos da revista Rolling Stone e 264 na lista revisada de 2012. Foi votado como o número 371 no All Time Top 1000 Albums de Colin Larkin.

## Gravação
A banda novamente gravou no Pacific High Recording Studio em São Francisco, passando apenas nove dias lá. Após as prolongadas sessões necessárias para os dois álbuns de estúdio anteriores, Garcia sugeriu "Vamos fazer tudo em três semanas e dar o fora daqui". Além de tentar evitar a dívida acumulada durante a gravação do Aoxomoxoa, a banda estava lidando com o estresse de uma recente apreensão de drogas em Nova Orleães — o que poderia resultar em prisão. Além disso, eles voltaram de uma turnê para encontrar seu gerente em breve a ser demitido, Lenny Hart (pai do baterista Mickey Hart), recusando-se a mostrar os registros para qualquer outra pessoa na organização. "No meio de todas essas coisas adversas que estavam acontecendo [...] [gravar o álbum] foi definitivamente superior", disse Garcia em entrevista.
O letrista Robert Hunter havia se juntado à banda na estrada pela primeira vez, resultando em um período de desenvolvimento mais rápido da música. Diferente da música psicodélica e eletrizante pela qual a banda se tornou conhecida, as novas músicas tomaram uma nova direção, revivendo suas raízes no tradicionalismo musical. O baixista Phil Lesh afirmou: "A letra da música reflete uma América 'velha e estranha' que talvez nunca tenha existido. [...] A aparência quase milagrosa dessas novas músicas também geraria uma mudança de paradigma maciça em nossa mente de grupo: do frenesi arrebatador de um dragão cuspidor de fogo de sete cabeças ao calor e serenidade de um coro de querubins cantando. Até a capa do álbum reflete essa nova direção: a capa para Aoxomoxoa é colorida e psicodélica, e a de Workingman's Dead é monocromática e sépia".
Workingman's Dead e American Beauty, o álbum que se seguiu meses depois, foram, segundo o baterista Bill Kreutzmann, ambos influenciados pela música de Bakersfield. Ele explicou: "Tentamos ser como uma banda de Bakersfield — mas ainda parecia que estávamos a trezentas milhas ao norte daquela cidade [...] mantivemos nossas raízes psicodélicas. O Workingman's Dead foi sobre descobrir a música [...] O American Beauty passou a ter harmonias para fazer isso".
Enquanto estava em turnê em Boulder, Colorado, no ano anterior, Garcia havia comprado uma pedaleira de aço e queria usá-la no novo conjunto musical. Lesh explicou: "Assim como qualquer outro instrumento que ele pegou, ele o fez cantar. O principal impulso para esse desenvolvimento foi a natureza das novas músicas que Hunter e Jerry estavam escrevendo; muitos deles tinham um tom decididamente campestre ('Dire Wolf', 'Friend of the Devil', 'High Time', 'Casey Jones', 'Ripple'). [...] Bobby [Weir] também começou a trazer covers de suas músicas favoritas do país e alguns originais nesse sentido, então estávamos começando a ver uma tendência se desenvolvendo. Pessoalmente, fiquei emocionado que a banda pudesse fazer uma reviravolta musical tão completa, mantendo o jeito estranho que eu conhecia e adorava".
Músicas como "Uncle John's Band", "High Time" e "Cumberland Blues" foram trazidas à vida com harmonias crescentes e texturas vocais em camadas que antes não faziam parte do som da banda. De acordo com Aces Back to Back, no verão de 1968, Stephen Stills passou férias no rancho de Mickey Hart em Novato. "Stills morou comigo por três meses na época do primeiro disco da CSN", lembra Hart, "e ele e David Crosby realmente transformaram Jerry e Bobby na voz como o instrumento sagrado. Você sabe, 'Ei, é isso que uma voz pode fazer?'. Isso nos afastou da pura improvisação e mais em relação às músicas".
Garcia comentou que grande parte do som do álbum vem tanto de sua parceria com Hunter, quanto da amizade da banda com Crosby, Stills & Nash (renomeada como Crosby, Stills, Nash & Young com a adição do cantor e compositor canadense Neil Young): "Ao ouvir esses caras cantando e como eles pareciam legais juntos, pensamos: 'Podemos tentar isso. Vamos trabalhar um pouco'."

## Lançamento
O título do álbum surgiu quando Jerry Garcia comentou com o letrista Robert Hunter que o álbum estava "se transformando na versão 'workingman's Dead' da banda". Tendo trabalhado em todas as músicas do álbum e saído para a estrada com a banda, Hunter aparece como um sétimo membro na fotografia da capa.
A Warner Bros lançou "Uncle John's Band" (junto com "New Speedway Boogie") como um single para promover o álbum.
Os leitores da Rolling Stone votaram no Workingman's Dead como o melhor álbum de 1970, seguido por Crosby, Stills, Nash e Déjà Vu de Young e Moondance de Van Morrison.
O álbum foi remasterizado e expandido em 2001 como parte do conjunto de doze CDs da The Golden Road (1965–1973). Esta versão, lançada em 2003, inclui oito faixas bônus. Uma versão em DVD-Audio também foi lançada em 2001, sem o material bônus. Em 2014, foi lançado como um conjunto de dois LPs, masterizado a 45 rpm pelo Mobile Fidelity Sound Lab.

## Paradas e certificações
| Críticas profissionais        | Críticas profissionais |
| Avaliações da crítica         | Avaliações da crítica  |
| Fonte                         | Avaliação              |
| ----------------------------- | ---------------------- |
| Allmusic                      | [ 11 ]                 |
| American Songwriter           | [ 12 ]                 |
| Christgau's Record Guide      | A                      |
| Rolling Stone                 | [ 14 ]                 |
| Encyclopedia of Popular Music | [ 15 ]                 |

Billboard
| Parada     | Posição |
| ---------- | ------- |
| Pop Albums | 27      |

Certificação RIAA
| Certificação | Data                  |
| ------------ | --------------------- |
| Ouro         | 11 de julho de 1974   |
| Platina      | 13 de outubro de 1986 |